# Сам с собою, или Игра в шахматы
Сам с собою, или Игра в шахматы — картина русского художника Григория Мясоедова, произведение позднего периода его творчества. В настоящее время находится в коллекции музея шахмат в Москве.

## История возникновения и судьба картины

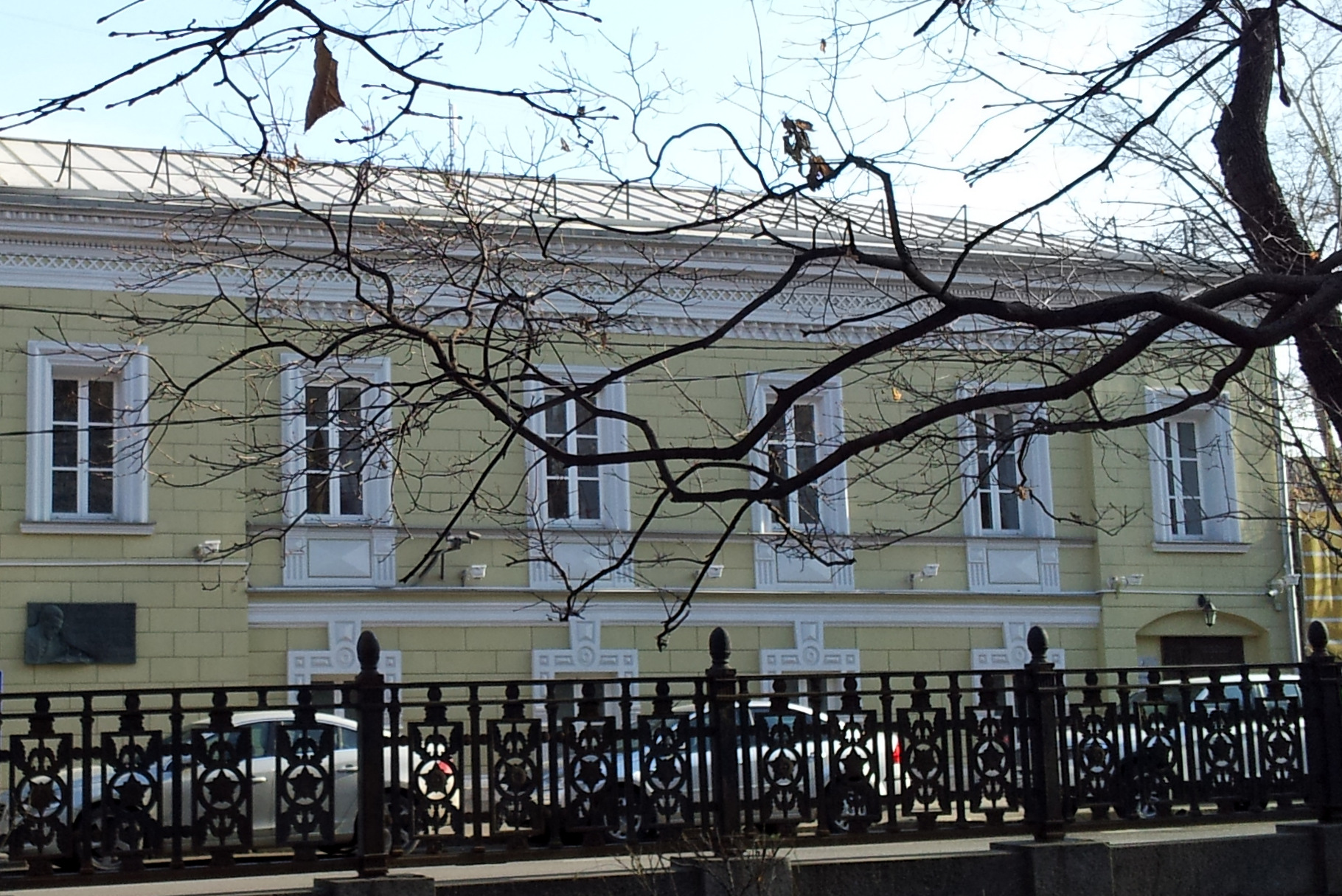
Музей шахмат в Москве. Место хранения картины

Художник написал картину в 1907 году в Полтаве, где находилась его усадьба. Размер — 63 на 90 сантиметров. Подпись художника на картине — «Г. Мясоедов» (стоит на коробке с фигурами в нижнем левом углу). Картина «Сам с собой» была одним из экспонатов на XXXVI выставке Товарищества передвижных художественных выставок.
Картина находилась в собрании автора, но после смерти отца в 1911 году Иван Мясоедов распродал все его картины. Портрет был куплен неизвестным шахматистом-любителем как картина, написанная на шахматную тему.
В настоящее время хранится в музее шахмат России, до этого принадлежала шахматному коллекционеру Вячеславу Александровичу Домбровскому (1905—1966). Он был начальником пожарной части в блокадном Ленинграде, а после войны — директором специализированного шахматного магазина на улице Желябова. В молодости, будучи шахматистом-любителем, он увлёкся коллекционированием шахмат и шахматной литературы. Домбровский сделал часть своей коллекции доступной для посетителей, превратив её в своеобразный частный бесплатный музей. Тем не менее, в некоторых статьях картина значилась как утерянная.
После смерти коллекционера в 1966 году его коллекция была разделена на три части: одну купил Лотар Шмид, гроссмейстер, шахматный функционер и коллекционер из ФРГ; вторая часть попала в Таллинский шахматный клуб; часть коллекции была выкуплена Шахматной Федерацией СССР. Эта часть коллекции стала основой для существующего ныне Музея шахмат в Москве на Гоголевском бульваре. Первоначально картина хранилась в фонде, так как создание музея в 1966 году ещё только планировалось, а после официального открытия музея шахмат в Москве, которое состоялось в 1980 году, находится в его экспозиции.
Григорий Мясоедов получил блестящее образование, в детстве изучал древние языки в гимназии, был не только идейным лидером передвижников, но и близким другом композиторов «Могучей кучки» Ц. А. Кюи, М. А. Балакирева, А. Н. Серова, музыкального критика В. В. Стасова, но биографы не приводят документальных свидетельств интереса художника к шахматам.

## Сюжет картины

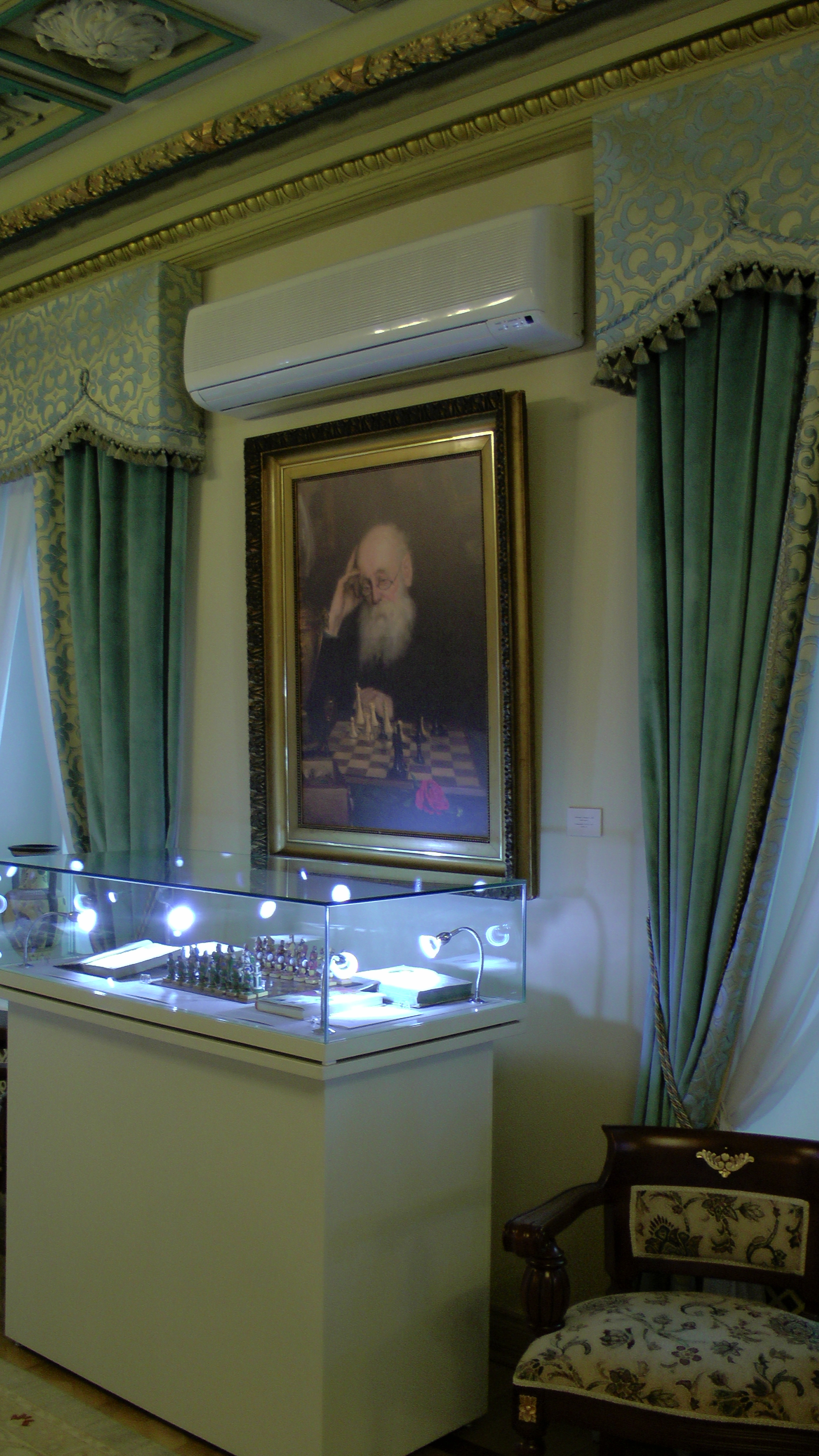
Музей шахмат. Картина Григория Мясоедова в экспозиции музея.

На картине изображён благородный седобородый старик, одетый в чёрное, сидящий за столом в одиночестве. Он рассматривает шахматную позицию, расставленную на доске. На переднем плане: красная роза, коробка с шахматными фигурами; сбоку — потушенная керосиновая лампа. Комната погружена в темноту. На заднем плане угадывается висящая на стене картина.
Сюжет картины вызывает оживлённую дискуссию среди искусствоведов и историков шахмат. В настоящее время существует несколько версий:
I. Версия Домбровского — на картине изображён князь Сергей Семёнович Урусов (1827—1897) — генерал-майор русской армии и русский шахматист XIX века. Присутствует внешнее сходство, но Урусов никогда не носил очков.
II. Версия историка шахмат Исаака Линдера. На картине изображён Александр Дмитриевич Петров (1799—1867) — первый русский шахматный мастер, теоретик шахмат, писатель, государственный деятель (тайный советник — III класс «Табели о рангах»). Присутствует сходство, именно в очках он запечатлён на двух сохранившихся гравюрах. Особенно близок изображению рисунок Петра Бореля, который гравировал Лаврентий Серяков (1871). Внешность человека, изображённого на картине, соответствует и текстовому описанию англичанина Дэвида Солтера. Домбровский приобрёл одновременно и, видимо, от одного и того же человека ещё и первое издание шахматного учебника Петрова 1824 года с дарственной надписью автора своей будущей жене. Линдер предполагал, что картина была написана по фотографии шахматиста. О том, что картина сделана после смерти шахматиста (своеобразный посмертный портрет для родственников на основе гравюры, которую они, возможно, предоставили художнику), вероятно, говорит и роза, изображённая на ней на переднем плане.
В соответствии с этой версией на обложке Программы мемориала А. Д. Петрова, проводившегося в Санкт-Петербурге 7—16 февраля 1996 года был изображён этот портрет.
III. Версия искусствоведа В. С. Оголевца. На картине изображён альтер эго художника, при несхожести внешнего облика, отражающий состояние его внутреннего мира в конце жизни. Одиночество художника привело к духовному опустошению, которое и выражает портрет:

«Мясоедов последние годы жизни находился в состоянии глубокой душевной подавленности. Здесь помимо отхода от живой деятельности, к которой привык Мясоедов в предшествующие десятилетия, нашли свое выражение и некоторые качества его сложной, отнюдь не мягкой натуры, качества, в лучшую пору жизни подавляемые творческим подъёмом, активной деятельностью. Некоторые работы этого времени, по-видимому, прямым образом отражают его состояние духа („Сам с собою“, или „Игра в шахматы“, 1907, местонахождение неизвестно)».— Оголевец В. С. Воспоминания о Г. Г. Мясоедове.
Картина написана в 1907 году, когда Мясоедов испытывал острое чувство одиночества после смерти жены и осложнения отношений с сыном (сын Мясоедова Иван сам был известным художником-модернистом, но отец его долгое время не считал своим сыном, постоянно унижал, в детстве избивал, воспринимал как недостойное его занятие силовым спортом, с подозрением относился к его восхвалению наготы).
IV. Версия искусствоведа Наталии Ивановой. На картине изображён частый натурщик художника в последние годы его жизни — тот же персонаж, что и, например, на картине «Старик с книгой» (1902). Известно, что для неё позировал художнику его садовник. Возможно пересечение этой версии с предыдущей — неоднократно изображая этого человека, художник мог наделять его своими переживаниями и мыслями.

## Позиция на шахматной доске, изображённая на картине
|   | a | b | c | d | e | f | g | h |   |
| - | --- | --- | --- | --- | --- | --- | --- | --- | - |
| 8 | d8 чёрный король · d7 чёрная пешка · c6 чёрная пешка · h6 чёрный слон · d4 чёрная пешка · c3 чёрный ферзь · d3 белая пешка · e3 чёрная пешка · f3 белая ладья · g3 белая пешка · b2 чёрный конь · c2 белая пешка · e2 белый ферзь · f1 белая ладья · g1 белый король | d8 чёрный король · d7 чёрная пешка · c6 чёрная пешка · h6 чёрный слон · d4 чёрная пешка · c3 чёрный ферзь · d3 белая пешка · e3 чёрная пешка · f3 белая ладья · g3 белая пешка · b2 чёрный конь · c2 белая пешка · e2 белый ферзь · f1 белая ладья · g1 белый король | d8 чёрный король · d7 чёрная пешка · c6 чёрная пешка · h6 чёрный слон · d4 чёрная пешка · c3 чёрный ферзь · d3 белая пешка · e3 чёрная пешка · f3 белая ладья · g3 белая пешка · b2 чёрный конь · c2 белая пешка · e2 белый ферзь · f1 белая ладья · g1 белый король | d8 чёрный король · d7 чёрная пешка · c6 чёрная пешка · h6 чёрный слон · d4 чёрная пешка · c3 чёрный ферзь · d3 белая пешка · e3 чёрная пешка · f3 белая ладья · g3 белая пешка · b2 чёрный конь · c2 белая пешка · e2 белый ферзь · f1 белая ладья · g1 белый король | d8 чёрный король · d7 чёрная пешка · c6 чёрная пешка · h6 чёрный слон · d4 чёрная пешка · c3 чёрный ферзь · d3 белая пешка · e3 чёрная пешка · f3 белая ладья · g3 белая пешка · b2 чёрный конь · c2 белая пешка · e2 белый ферзь · f1 белая ладья · g1 белый король | d8 чёрный король · d7 чёрная пешка · c6 чёрная пешка · h6 чёрный слон · d4 чёрная пешка · c3 чёрный ферзь · d3 белая пешка · e3 чёрная пешка · f3 белая ладья · g3 белая пешка · b2 чёрный конь · c2 белая пешка · e2 белый ферзь · f1 белая ладья · g1 белый король | d8 чёрный король · d7 чёрная пешка · c6 чёрная пешка · h6 чёрный слон · d4 чёрная пешка · c3 чёрный ферзь · d3 белая пешка · e3 чёрная пешка · f3 белая ладья · g3 белая пешка · b2 чёрный конь · c2 белая пешка · e2 белый ферзь · f1 белая ладья · g1 белый король | d8 чёрный король · d7 чёрная пешка · c6 чёрная пешка · h6 чёрный слон · d4 чёрная пешка · c3 чёрный ферзь · d3 белая пешка · e3 чёрная пешка · f3 белая ладья · g3 белая пешка · b2 чёрный конь · c2 белая пешка · e2 белый ферзь · f1 белая ладья · g1 белый король | 8 |
| 7 | d8 чёрный король · d7 чёрная пешка · c6 чёрная пешка · h6 чёрный слон · d4 чёрная пешка · c3 чёрный ферзь · d3 белая пешка · e3 чёрная пешка · f3 белая ладья · g3 белая пешка · b2 чёрный конь · c2 белая пешка · e2 белый ферзь · f1 белая ладья · g1 белый король | d8 чёрный король · d7 чёрная пешка · c6 чёрная пешка · h6 чёрный слон · d4 чёрная пешка · c3 чёрный ферзь · d3 белая пешка · e3 чёрная пешка · f3 белая ладья · g3 белая пешка · b2 чёрный конь · c2 белая пешка · e2 белый ферзь · f1 белая ладья · g1 белый король | d8 чёрный король · d7 чёрная пешка · c6 чёрная пешка · h6 чёрный слон · d4 чёрная пешка · c3 чёрный ферзь · d3 белая пешка · e3 чёрная пешка · f3 белая ладья · g3 белая пешка · b2 чёрный конь · c2 белая пешка · e2 белый ферзь · f1 белая ладья · g1 белый король | d8 чёрный король · d7 чёрная пешка · c6 чёрная пешка · h6 чёрный слон · d4 чёрная пешка · c3 чёрный ферзь · d3 белая пешка · e3 чёрная пешка · f3 белая ладья · g3 белая пешка · b2 чёрный конь · c2 белая пешка · e2 белый ферзь · f1 белая ладья · g1 белый король | d8 чёрный король · d7 чёрная пешка · c6 чёрная пешка · h6 чёрный слон · d4 чёрная пешка · c3 чёрный ферзь · d3 белая пешка · e3 чёрная пешка · f3 белая ладья · g3 белая пешка · b2 чёрный конь · c2 белая пешка · e2 белый ферзь · f1 белая ладья · g1 белый король | d8 чёрный король · d7 чёрная пешка · c6 чёрная пешка · h6 чёрный слон · d4 чёрная пешка · c3 чёрный ферзь · d3 белая пешка · e3 чёрная пешка · f3 белая ладья · g3 белая пешка · b2 чёрный конь · c2 белая пешка · e2 белый ферзь · f1 белая ладья · g1 белый король | d8 чёрный король · d7 чёрная пешка · c6 чёрная пешка · h6 чёрный слон · d4 чёрная пешка · c3 чёрный ферзь · d3 белая пешка · e3 чёрная пешка · f3 белая ладья · g3 белая пешка · b2 чёрный конь · c2 белая пешка · e2 белый ферзь · f1 белая ладья · g1 белый король | d8 чёрный король · d7 чёрная пешка · c6 чёрная пешка · h6 чёрный слон · d4 чёрная пешка · c3 чёрный ферзь · d3 белая пешка · e3 чёрная пешка · f3 белая ладья · g3 белая пешка · b2 чёрный конь · c2 белая пешка · e2 белый ферзь · f1 белая ладья · g1 белый король | 7 |
| 6 | d8 чёрный король · d7 чёрная пешка · c6 чёрная пешка · h6 чёрный слон · d4 чёрная пешка · c3 чёрный ферзь · d3 белая пешка · e3 чёрная пешка · f3 белая ладья · g3 белая пешка · b2 чёрный конь · c2 белая пешка · e2 белый ферзь · f1 белая ладья · g1 белый король | d8 чёрный король · d7 чёрная пешка · c6 чёрная пешка · h6 чёрный слон · d4 чёрная пешка · c3 чёрный ферзь · d3 белая пешка · e3 чёрная пешка · f3 белая ладья · g3 белая пешка · b2 чёрный конь · c2 белая пешка · e2 белый ферзь · f1 белая ладья · g1 белый король | d8 чёрный король · d7 чёрная пешка · c6 чёрная пешка · h6 чёрный слон · d4 чёрная пешка · c3 чёрный ферзь · d3 белая пешка · e3 чёрная пешка · f3 белая ладья · g3 белая пешка · b2 чёрный конь · c2 белая пешка · e2 белый ферзь · f1 белая ладья · g1 белый король | d8 чёрный король · d7 чёрная пешка · c6 чёрная пешка · h6 чёрный слон · d4 чёрная пешка · c3 чёрный ферзь · d3 белая пешка · e3 чёрная пешка · f3 белая ладья · g3 белая пешка · b2 чёрный конь · c2 белая пешка · e2 белый ферзь · f1 белая ладья · g1 белый король | d8 чёрный король · d7 чёрная пешка · c6 чёрная пешка · h6 чёрный слон · d4 чёрная пешка · c3 чёрный ферзь · d3 белая пешка · e3 чёрная пешка · f3 белая ладья · g3 белая пешка · b2 чёрный конь · c2 белая пешка · e2 белый ферзь · f1 белая ладья · g1 белый король | d8 чёрный король · d7 чёрная пешка · c6 чёрная пешка · h6 чёрный слон · d4 чёрная пешка · c3 чёрный ферзь · d3 белая пешка · e3 чёрная пешка · f3 белая ладья · g3 белая пешка · b2 чёрный конь · c2 белая пешка · e2 белый ферзь · f1 белая ладья · g1 белый король | d8 чёрный король · d7 чёрная пешка · c6 чёрная пешка · h6 чёрный слон · d4 чёрная пешка · c3 чёрный ферзь · d3 белая пешка · e3 чёрная пешка · f3 белая ладья · g3 белая пешка · b2 чёрный конь · c2 белая пешка · e2 белый ферзь · f1 белая ладья · g1 белый король | d8 чёрный король · d7 чёрная пешка · c6 чёрная пешка · h6 чёрный слон · d4 чёрная пешка · c3 чёрный ферзь · d3 белая пешка · e3 чёрная пешка · f3 белая ладья · g3 белая пешка · b2 чёрный конь · c2 белая пешка · e2 белый ферзь · f1 белая ладья · g1 белый король | 6 |
| 5 | d8 чёрный король · d7 чёрная пешка · c6 чёрная пешка · h6 чёрный слон · d4 чёрная пешка · c3 чёрный ферзь · d3 белая пешка · e3 чёрная пешка · f3 белая ладья · g3 белая пешка · b2 чёрный конь · c2 белая пешка · e2 белый ферзь · f1 белая ладья · g1 белый король | d8 чёрный король · d7 чёрная пешка · c6 чёрная пешка · h6 чёрный слон · d4 чёрная пешка · c3 чёрный ферзь · d3 белая пешка · e3 чёрная пешка · f3 белая ладья · g3 белая пешка · b2 чёрный конь · c2 белая пешка · e2 белый ферзь · f1 белая ладья · g1 белый король | d8 чёрный король · d7 чёрная пешка · c6 чёрная пешка · h6 чёрный слон · d4 чёрная пешка · c3 чёрный ферзь · d3 белая пешка · e3 чёрная пешка · f3 белая ладья · g3 белая пешка · b2 чёрный конь · c2 белая пешка · e2 белый ферзь · f1 белая ладья · g1 белый король | d8 чёрный король · d7 чёрная пешка · c6 чёрная пешка · h6 чёрный слон · d4 чёрная пешка · c3 чёрный ферзь · d3 белая пешка · e3 чёрная пешка · f3 белая ладья · g3 белая пешка · b2 чёрный конь · c2 белая пешка · e2 белый ферзь · f1 белая ладья · g1 белый король | d8 чёрный король · d7 чёрная пешка · c6 чёрная пешка · h6 чёрный слон · d4 чёрная пешка · c3 чёрный ферзь · d3 белая пешка · e3 чёрная пешка · f3 белая ладья · g3 белая пешка · b2 чёрный конь · c2 белая пешка · e2 белый ферзь · f1 белая ладья · g1 белый король | d8 чёрный король · d7 чёрная пешка · c6 чёрная пешка · h6 чёрный слон · d4 чёрная пешка · c3 чёрный ферзь · d3 белая пешка · e3 чёрная пешка · f3 белая ладья · g3 белая пешка · b2 чёрный конь · c2 белая пешка · e2 белый ферзь · f1 белая ладья · g1 белый король | d8 чёрный король · d7 чёрная пешка · c6 чёрная пешка · h6 чёрный слон · d4 чёрная пешка · c3 чёрный ферзь · d3 белая пешка · e3 чёрная пешка · f3 белая ладья · g3 белая пешка · b2 чёрный конь · c2 белая пешка · e2 белый ферзь · f1 белая ладья · g1 белый король | d8 чёрный король · d7 чёрная пешка · c6 чёрная пешка · h6 чёрный слон · d4 чёрная пешка · c3 чёрный ферзь · d3 белая пешка · e3 чёрная пешка · f3 белая ладья · g3 белая пешка · b2 чёрный конь · c2 белая пешка · e2 белый ферзь · f1 белая ладья · g1 белый король | 5 |
| 4 | d8 чёрный король · d7 чёрная пешка · c6 чёрная пешка · h6 чёрный слон · d4 чёрная пешка · c3 чёрный ферзь · d3 белая пешка · e3 чёрная пешка · f3 белая ладья · g3 белая пешка · b2 чёрный конь · c2 белая пешка · e2 белый ферзь · f1 белая ладья · g1 белый король | d8 чёрный король · d7 чёрная пешка · c6 чёрная пешка · h6 чёрный слон · d4 чёрная пешка · c3 чёрный ферзь · d3 белая пешка · e3 чёрная пешка · f3 белая ладья · g3 белая пешка · b2 чёрный конь · c2 белая пешка · e2 белый ферзь · f1 белая ладья · g1 белый король | d8 чёрный король · d7 чёрная пешка · c6 чёрная пешка · h6 чёрный слон · d4 чёрная пешка · c3 чёрный ферзь · d3 белая пешка · e3 чёрная пешка · f3 белая ладья · g3 белая пешка · b2 чёрный конь · c2 белая пешка · e2 белый ферзь · f1 белая ладья · g1 белый король | d8 чёрный король · d7 чёрная пешка · c6 чёрная пешка · h6 чёрный слон · d4 чёрная пешка · c3 чёрный ферзь · d3 белая пешка · e3 чёрная пешка · f3 белая ладья · g3 белая пешка · b2 чёрный конь · c2 белая пешка · e2 белый ферзь · f1 белая ладья · g1 белый король | d8 чёрный король · d7 чёрная пешка · c6 чёрная пешка · h6 чёрный слон · d4 чёрная пешка · c3 чёрный ферзь · d3 белая пешка · e3 чёрная пешка · f3 белая ладья · g3 белая пешка · b2 чёрный конь · c2 белая пешка · e2 белый ферзь · f1 белая ладья · g1 белый король | d8 чёрный король · d7 чёрная пешка · c6 чёрная пешка · h6 чёрный слон · d4 чёрная пешка · c3 чёрный ферзь · d3 белая пешка · e3 чёрная пешка · f3 белая ладья · g3 белая пешка · b2 чёрный конь · c2 белая пешка · e2 белый ферзь · f1 белая ладья · g1 белый король | d8 чёрный король · d7 чёрная пешка · c6 чёрная пешка · h6 чёрный слон · d4 чёрная пешка · c3 чёрный ферзь · d3 белая пешка · e3 чёрная пешка · f3 белая ладья · g3 белая пешка · b2 чёрный конь · c2 белая пешка · e2 белый ферзь · f1 белая ладья · g1 белый король | d8 чёрный король · d7 чёрная пешка · c6 чёрная пешка · h6 чёрный слон · d4 чёрная пешка · c3 чёрный ферзь · d3 белая пешка · e3 чёрная пешка · f3 белая ладья · g3 белая пешка · b2 чёрный конь · c2 белая пешка · e2 белый ферзь · f1 белая ладья · g1 белый король | 4 |
| 3 | d8 чёрный король · d7 чёрная пешка · c6 чёрная пешка · h6 чёрный слон · d4 чёрная пешка · c3 чёрный ферзь · d3 белая пешка · e3 чёрная пешка · f3 белая ладья · g3 белая пешка · b2 чёрный конь · c2 белая пешка · e2 белый ферзь · f1 белая ладья · g1 белый король | d8 чёрный король · d7 чёрная пешка · c6 чёрная пешка · h6 чёрный слон · d4 чёрная пешка · c3 чёрный ферзь · d3 белая пешка · e3 чёрная пешка · f3 белая ладья · g3 белая пешка · b2 чёрный конь · c2 белая пешка · e2 белый ферзь · f1 белая ладья · g1 белый король | d8 чёрный король · d7 чёрная пешка · c6 чёрная пешка · h6 чёрный слон · d4 чёрная пешка · c3 чёрный ферзь · d3 белая пешка · e3 чёрная пешка · f3 белая ладья · g3 белая пешка · b2 чёрный конь · c2 белая пешка · e2 белый ферзь · f1 белая ладья · g1 белый король | d8 чёрный король · d7 чёрная пешка · c6 чёрная пешка · h6 чёрный слон · d4 чёрная пешка · c3 чёрный ферзь · d3 белая пешка · e3 чёрная пешка · f3 белая ладья · g3 белая пешка · b2 чёрный конь · c2 белая пешка · e2 белый ферзь · f1 белая ладья · g1 белый король | d8 чёрный король · d7 чёрная пешка · c6 чёрная пешка · h6 чёрный слон · d4 чёрная пешка · c3 чёрный ферзь · d3 белая пешка · e3 чёрная пешка · f3 белая ладья · g3 белая пешка · b2 чёрный конь · c2 белая пешка · e2 белый ферзь · f1 белая ладья · g1 белый король | d8 чёрный король · d7 чёрная пешка · c6 чёрная пешка · h6 чёрный слон · d4 чёрная пешка · c3 чёрный ферзь · d3 белая пешка · e3 чёрная пешка · f3 белая ладья · g3 белая пешка · b2 чёрный конь · c2 белая пешка · e2 белый ферзь · f1 белая ладья · g1 белый король | d8 чёрный король · d7 чёрная пешка · c6 чёрная пешка · h6 чёрный слон · d4 чёрная пешка · c3 чёрный ферзь · d3 белая пешка · e3 чёрная пешка · f3 белая ладья · g3 белая пешка · b2 чёрный конь · c2 белая пешка · e2 белый ферзь · f1 белая ладья · g1 белый король | d8 чёрный король · d7 чёрная пешка · c6 чёрная пешка · h6 чёрный слон · d4 чёрная пешка · c3 чёрный ферзь · d3 белая пешка · e3 чёрная пешка · f3 белая ладья · g3 белая пешка · b2 чёрный конь · c2 белая пешка · e2 белый ферзь · f1 белая ладья · g1 белый король | 3 |
| 2 | d8 чёрный король · d7 чёрная пешка · c6 чёрная пешка · h6 чёрный слон · d4 чёрная пешка · c3 чёрный ферзь · d3 белая пешка · e3 чёрная пешка · f3 белая ладья · g3 белая пешка · b2 чёрный конь · c2 белая пешка · e2 белый ферзь · f1 белая ладья · g1 белый король | d8 чёрный король · d7 чёрная пешка · c6 чёрная пешка · h6 чёрный слон · d4 чёрная пешка · c3 чёрный ферзь · d3 белая пешка · e3 чёрная пешка · f3 белая ладья · g3 белая пешка · b2 чёрный конь · c2 белая пешка · e2 белый ферзь · f1 белая ладья · g1 белый король | d8 чёрный король · d7 чёрная пешка · c6 чёрная пешка · h6 чёрный слон · d4 чёрная пешка · c3 чёрный ферзь · d3 белая пешка · e3 чёрная пешка · f3 белая ладья · g3 белая пешка · b2 чёрный конь · c2 белая пешка · e2 белый ферзь · f1 белая ладья · g1 белый король | d8 чёрный король · d7 чёрная пешка · c6 чёрная пешка · h6 чёрный слон · d4 чёрная пешка · c3 чёрный ферзь · d3 белая пешка · e3 чёрная пешка · f3 белая ладья · g3 белая пешка · b2 чёрный конь · c2 белая пешка · e2 белый ферзь · f1 белая ладья · g1 белый король | d8 чёрный король · d7 чёрная пешка · c6 чёрная пешка · h6 чёрный слон · d4 чёрная пешка · c3 чёрный ферзь · d3 белая пешка · e3 чёрная пешка · f3 белая ладья · g3 белая пешка · b2 чёрный конь · c2 белая пешка · e2 белый ферзь · f1 белая ладья · g1 белый король | d8 чёрный король · d7 чёрная пешка · c6 чёрная пешка · h6 чёрный слон · d4 чёрная пешка · c3 чёрный ферзь · d3 белая пешка · e3 чёрная пешка · f3 белая ладья · g3 белая пешка · b2 чёрный конь · c2 белая пешка · e2 белый ферзь · f1 белая ладья · g1 белый король | d8 чёрный король · d7 чёрная пешка · c6 чёрная пешка · h6 чёрный слон · d4 чёрная пешка · c3 чёрный ферзь · d3 белая пешка · e3 чёрная пешка · f3 белая ладья · g3 белая пешка · b2 чёрный конь · c2 белая пешка · e2 белый ферзь · f1 белая ладья · g1 белый король | d8 чёрный король · d7 чёрная пешка · c6 чёрная пешка · h6 чёрный слон · d4 чёрная пешка · c3 чёрный ферзь · d3 белая пешка · e3 чёрная пешка · f3 белая ладья · g3 белая пешка · b2 чёрный конь · c2 белая пешка · e2 белый ферзь · f1 белая ладья · g1 белый король | 2 |
| 1 | d8 чёрный король · d7 чёрная пешка · c6 чёрная пешка · h6 чёрный слон · d4 чёрная пешка · c3 чёрный ферзь · d3 белая пешка · e3 чёрная пешка · f3 белая ладья · g3 белая пешка · b2 чёрный конь · c2 белая пешка · e2 белый ферзь · f1 белая ладья · g1 белый король | d8 чёрный король · d7 чёрная пешка · c6 чёрная пешка · h6 чёрный слон · d4 чёрная пешка · c3 чёрный ферзь · d3 белая пешка · e3 чёрная пешка · f3 белая ладья · g3 белая пешка · b2 чёрный конь · c2 белая пешка · e2 белый ферзь · f1 белая ладья · g1 белый король | d8 чёрный король · d7 чёрная пешка · c6 чёрная пешка · h6 чёрный слон · d4 чёрная пешка · c3 чёрный ферзь · d3 белая пешка · e3 чёрная пешка · f3 белая ладья · g3 белая пешка · b2 чёрный конь · c2 белая пешка · e2 белый ферзь · f1 белая ладья · g1 белый король | d8 чёрный король · d7 чёрная пешка · c6 чёрная пешка · h6 чёрный слон · d4 чёрная пешка · c3 чёрный ферзь · d3 белая пешка · e3 чёрная пешка · f3 белая ладья · g3 белая пешка · b2 чёрный конь · c2 белая пешка · e2 белый ферзь · f1 белая ладья · g1 белый король | d8 чёрный король · d7 чёрная пешка · c6 чёрная пешка · h6 чёрный слон · d4 чёрная пешка · c3 чёрный ферзь · d3 белая пешка · e3 чёрная пешка · f3 белая ладья · g3 белая пешка · b2 чёрный конь · c2 белая пешка · e2 белый ферзь · f1 белая ладья · g1 белый король | d8 чёрный король · d7 чёрная пешка · c6 чёрная пешка · h6 чёрный слон · d4 чёрная пешка · c3 чёрный ферзь · d3 белая пешка · e3 чёрная пешка · f3 белая ладья · g3 белая пешка · b2 чёрный конь · c2 белая пешка · e2 белый ферзь · f1 белая ладья · g1 белый король | d8 чёрный король · d7 чёрная пешка · c6 чёрная пешка · h6 чёрный слон · d4 чёрная пешка · c3 чёрный ферзь · d3 белая пешка · e3 чёрная пешка · f3 белая ладья · g3 белая пешка · b2 чёрный конь · c2 белая пешка · e2 белый ферзь · f1 белая ладья · g1 белый король | d8 чёрный король · d7 чёрная пешка · c6 чёрная пешка · h6 чёрный слон · d4 чёрная пешка · c3 чёрный ферзь · d3 белая пешка · e3 чёрная пешка · f3 белая ладья · g3 белая пешка · b2 чёрный конь · c2 белая пешка · e2 белый ферзь · f1 белая ладья · g1 белый король | 1 |
|   | a | b | c | d | e | f | g | h |   |

На картине изображена позиция (реконструкция Исаака Линдера): белые — Крg1, Фe2, Лf1, Лf3, пешки: c2, d3, g3; черные — Kрd8, Фc3, Сh6, Кb2, пешки: c6, d7, d4, e3. Такая позиция вполне может встретиться в реальной партии. И чёрные и белые имеют перспективы продолжения борьбы, хотя материальный перевес на стороне белых, чёрные нагнетают давление на позицию противника.
Позицию на доске реконструировал независимо от Линдера С. Б. Губницкий, его реконструкция совпадает с линдеровской, запись позиции у него выглядит так (дословно):

«белые — K [король]g1, I [ферзь]e2, G [ладья]f1, G f3, A [пешки]c2, d3, g3; черные — Kd8, Ic3, Eh6, Cb2, Ac6, d7, d4, e3».— Губницкий С. Б. Мир шахмат и шахматы в мире. 64 учебно-познавательных блока для новичков и весьма опытных игроков, а также для всех, кто интересуется шахматами как явлением мировой культуры

## Место картины в творчестве художника
Картина относятся к последнему периоду творчества Мясоедова, начавшемуся в 1890-е годы. Это был сложный в личных отношениях художника с его близкими людьми период, отмеченный упадком творческих сил. Изменяется один из главных героев творчества Мясоедова — русское крестьянство. Происходит расслоение крестьянства, исчезает его патриархальная цельность, развивается деревенская буржуазия, обостряются классовые конфликты в русской деревне. Художник утрачивал контакты с прежде понятными ему героями его картин, сосредоточился на портретах представителей интеллигенции, выполняет эскизы декораций для театральных постановок. Принадлежавший к реалистическому течению в искусстве художник начинает испытывать влияние салонной живописи.

## Галерея (возможные прототипы портрета)

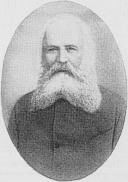
Шахматист Сергей Урусов. Фотография XIX века
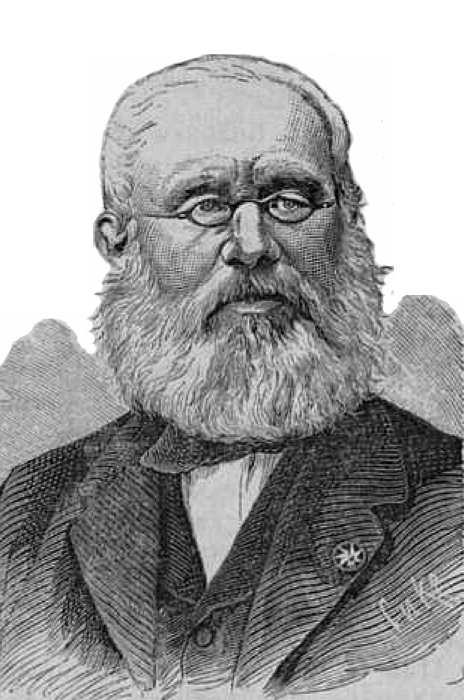
Шахматист Александр Петров. Гравюра Л. А. Серякова по рисунку П. Ф. Бореля
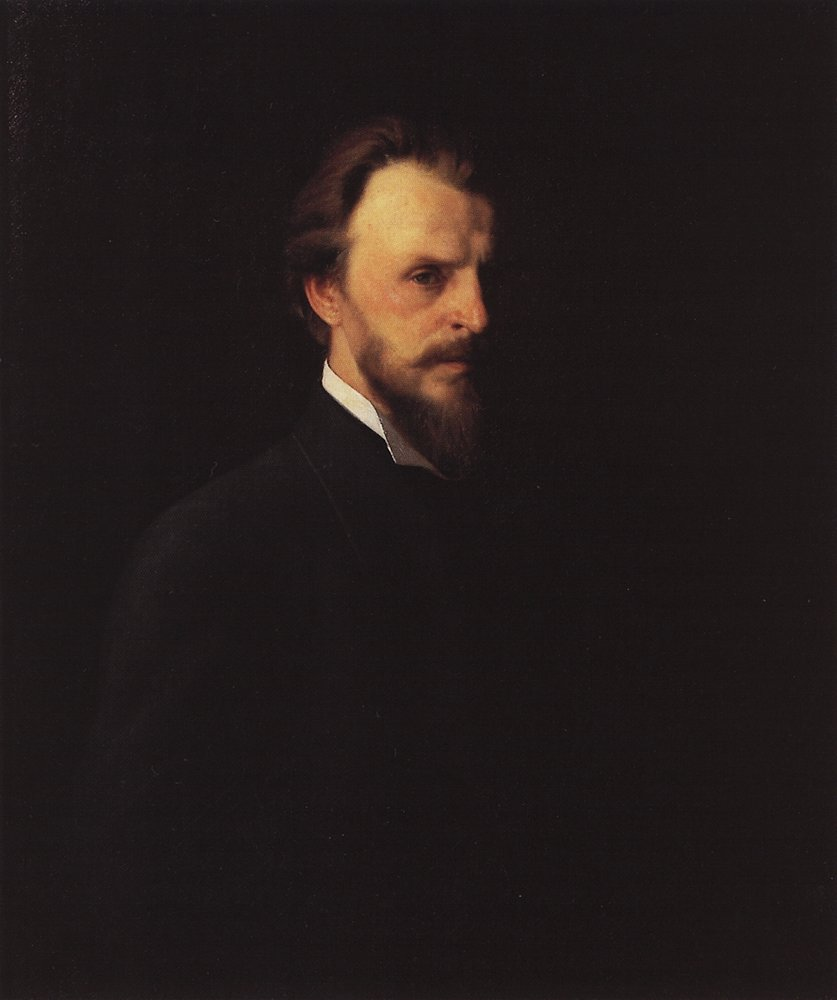
Григорий Мясоедов. Автопортрет. Начало XX века